# Peperomia pullispica
Peperomia pullispica är en pepparväxtart som beskrevs av William Trelease. Peperomia pullispica ingår i släktet peperomior, och familjen pepparväxter. Inga underarter finns listade i Catalogue of Life.